# Noyant
Noyant (francouzská výslovnost: [noaja~]) je bývalá obec v departementu Maine-et-Loire v západní Francii.
Dne 15. prosince 2016 byla sloučena do nové obce Noyant-Villages. Je centrem kantonu Noyant. Narodil se zde archivář a historik François Jourda de Vaux de Foletier (1893-1988).

## Sousední obce
Auverse, Breil, Dénezé-sous-le-Lude, Genneteil, Linières-Bouton, Meigné-le-Vicomte, Méon

## Vývoj počtu obyvatel
Počet obyvatel 